# Гайворонська Богдана Михайлівна
Богдана Михайлівна Гайворонська (нар. 11 лютого 1984, Алчевськ, Луганська область) — поетка, журналіст, музикант, організатор мистецьких заходів, член правління Національної спілки письменників України.

## Життєпис
Народилася в місті Алчевськ Луганської області 11 лютого 1984 року в родині журналістів та письменників. 
Через рік разом з батьками переїхала до Луганська, де й мешкала більшу частину життя. 
2006 — закінчила факультет української філології Луганського національного університету імені Тараса Шевченка за спеціальністю «Літературна творчість». 
Під час навчання пробувала свої сили у журналістиці, працювала на радіо «Пульс»., що вело мовлення на хвилях Луганського обласного радіо.
Після отримання диплома переїхала до маленького шахтарського містечка Красний Луч і прожила там чотири роки; працювала у місцевих газетах.
У 2010 році повернулася до Луганська й почала роботу у виданні Луганської обласної ради «Наша газета».
У 2014 році після початку бойових дій на Луганщині Богдана Гайворонська була змушена виїхати з рідного міста. 
Два роки мешкала у Харкові, де заснувала гурт «СоЗеркалье». 
2016 року була обрана головою Луганської обласної організації Національної спілки письменників України. Склала повноваження у 2017 році у зв’язку з переведенням на іншу посаду. 
Упродовж 2016 —2019 років працювала секретарем НСПУ по роботі з молодими авторами та секретарем Всеукраїнської приймальної комісії. 
Вела проекти Національної спілки письменників України «Творчий ковчег», міжнародний конкурс «Гранослов», музично-поетичний фестиваль «Ірпінський Парнас»; була куратором подання від НСПУ молодих письменників на здобуття Грантів Президента України. 
На волонтерських засадах працює прес-секретарем Всеукраїнського фестивалю «Ше.Fest», була співорганізатором Всеукраїнського книжкового фестивалю «IrpinBookFest».
У 2019 році отримувала стипендію Президента України для молодих письменників і митців. 
У 2020 році була обрана до команди експертів Українського культурного фонду.
Нині мешкає у м. Ірпінь.

## Творчість
Автор трьох книг поезій: 
- «Тоненькі промені моїх весняних віршів» (2000).
- «Геніальні твори» (2005).
- «Люди на Урані» (2017)[15].

Друкувалася в журналах, газетах, альманахах та колективних збірках. 
Музикант, вокалістка. 

## Родина
Мати: Ганна Гайворонська (1952) — українська поетеса, член Національної спілки письменників України. 
Батько: Михайло Шакалов (1942—2009) — журналіст, редактор.